# 비식별화

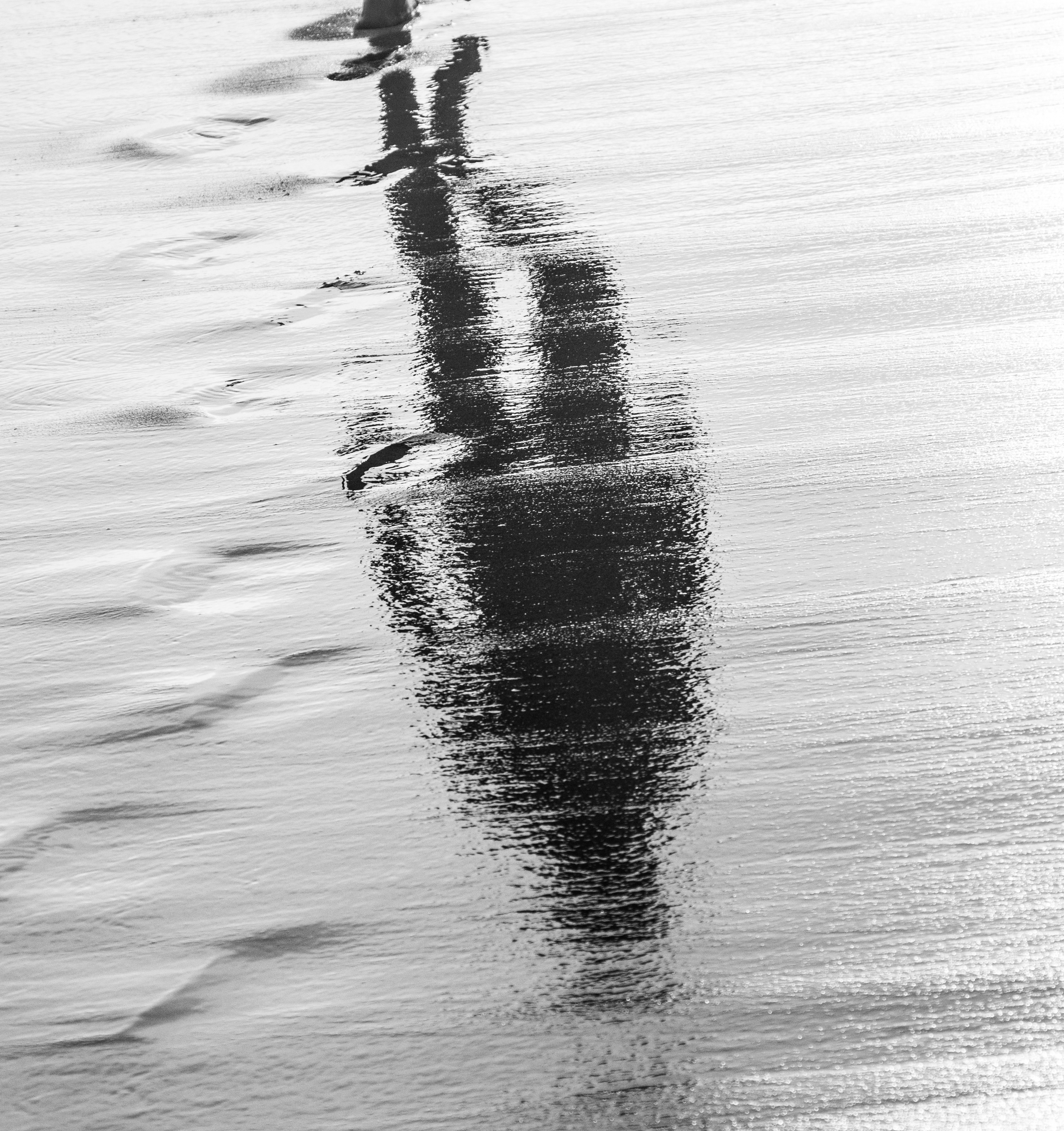
인물은 직접 찍힌 사진으로부터 쉽게 식별되는 것이 보통인 반면, 제한된 자료를 기초로 이들을 식별하는 일은 더 어렵지만 가능한 경우도 있다.

비식별화(非識別化, de-identification)는 누군가의 정체성이 공개되지 않도록 예방하기 위해 사용되는 과정이다. 이를테면 인체 실험 중에 생성된 자료는 연구 참여자들의 사생활을 보호하기 위해 비식별화할 수 있다.
식별에 관한 메타데이터나 일반 데이터에 적용할 경우 이러한 과정은 데이터 익명화라고도 부른다. 공통적인 전략에는 인명 등 개인 식별자를 삭제하거나 마스킹하는 일, 그리고 출생일 등의 준식별자를 누락시키거나 일반화하는 일이 포함된다. 개인을 식별하기 위해 비식별화된 데이터를 역으로 사용하는 과정은 데이터 재식별화라고 부른다. 성공적인 재식별화는 비식별화의 효율성에 의심을 품게 만든다. 14가지 구별된 재식별화 공격의 체계적인 리뷰는 기존 표준에 따라 비식별화되지 않은 작은 규모의 연구가 지배하는 높은 재식별화 비율을 밝혀냈다.
비식별화는 데이터 프라이버시 보호의 주요 접근 가운데 하나로 채택되어 있다. 커뮤니케이션, 멀티미디어, 바이오메트릭스, 빅 데이터, 클라우드 컴퓨팅, 데이터 마이닝, 소셜 네트워크 오디오-비디오 감시 분야에 흔히 사용된다.